# كوتسوولد (دائرة انتخابية في المملكة المتحدة)
كوتسوولد  (بالإنجليزية: Cotswold)‏ هي إحدى الدوائر الانتخابية في المملكة المتحدة الممثلة في مجلس العموم في برلمان المملكة المتحدة.
عضو البرلمان الذي يمثلها حالياً هو :Mr Geoffrey Clifton-Brown (Con).